# Alice Schlegel
Alice Schlegel (Estados Unidos, 1934) es una antropóloga conocida por sus investigaciones sobre la adolescencia en diversos contextos socioculturales. En 1972, fue elegida miembro de la Asociación Estadounidense para el Avance de la Ciencia.

## Educación y carrera
Schlegel asistió al Smith College desde 1952 hasta 1954 y luego se graduó con una licenciatura en la Universidad Northwestern. En 1959 obtuvo una maestría de la Universidad de Chicago y posteriormente un doctorado de la Universidad Northwestern en 1971. Después de su doctorado, ocupó cargos académicos en múltiples instituciones, por ejemplo la Universidad de Baroda en India, el Museo del Norte de Arizona en Estados Unidos, y las universidades alemanas de Tubingen y  Frankfurt. Cuando fue seleccionada como miembro de la Asociación Estadounidense para el Avance de la Ciencia en 1972, su afiliación institucional era la Universidad de Pittsburgh. En 1980 se unió a la Universidad de Arizona, fue ascendida a profesora en 2005 y desde 2021 es profesora jubilada de antropología en la Universidad de Arizona.

## Investigación
Las investigaciones llevadas a cabo por Schlegel abordan múltiples áreas, incluidas la adolescencia, la necesidad humana de contacto físico y la segregación de personas por edad y género.

## Publicaciones seleccionadas
- Schlegel, Alice; Barry, Herbert. Adolescence: An Anthropological Inquiry.
- Schlegel, Alice (1973). «The Adolescent Socialization of the Hopi Girl». Ethology (en inglés) 12 (4): 449-462. doi:10.2307/3773372.
- Gaulin, Steven J. C.; Schlegel, Alice (1 de diciembre de 1980). «Paternal confidence and paternal investment: A cross cultural test of a sociobiological hypothesis». Ethology and Sociobiology (en inglés) 1 (4): 301-309. ISSN 0162-3095. doi:10.1016/0162-3095(80)90015-1.

## Premios y honores obtenidos
En 1972 Schlegel fue elegida como miembro de la Asociación Estadounidense para el Avance de la Ciencia.